# Amphoe Phanat Nikhom
Phanat Nikhom (พนัสนิคม) est un district (amphoe) situé dans la province de Chonburi, dans l'Est de la Thaïlande.
Le district est divisé en 20 tambon et 185 muban. Il comprenait environ 115 000 habitants en 2005.

## Étymologie
Phanat Nikhom (ou Panadnikom) peut se traduire par "Grand village sylvestre" (Phanat = Forêt, Nikhom = Grand village).

## Histoire
L'histoire de la ville actuelle remonte au début du XIXe siècle. En 1826, Anouvong, roi de Vientiane, se rebelle contre le pouvoir central de Bangkok. Il espère rétablir l'indépendance de son royaume. Mais certains notables locaux ne souhaitent pas suivre le roi de Vientiane dans cette tentative hasardeuse. Menés par Seigneur Dhum, ils décident de venir trouver refuge au Siam. Le roi Rama III leur accorde sa protection et les autorise à s'installer dans un territoire entre Chonburi et Cha-Cheung-Sao, appelé à l'époque "Dène Pa Phra Rod" (Territoire boisé de Seigneur Rod). Le village, où les anciens réfugiés de Vientiane s'installent, se développe et grandit rapidement. En 1828, celui-ci a acquis le statut de ville et a été rebaptisé, Phanat Nikhom. Avec le titre de Phra Intha-Asa, Seigneur Dhum, a été nommé gouverneur. La ville est pendant à peu près 80 ans sous l'autorité de Seigneur Dhum et de sa famille. 
En 1904, le roi Rama V lance une réforme générale sur l'administration territoriale. Phanat Nikhom est devenu un district ("Amphoe") rattaché à la province de Chonburi avec Luang SajaBhanKiri comme le premier chef de district.

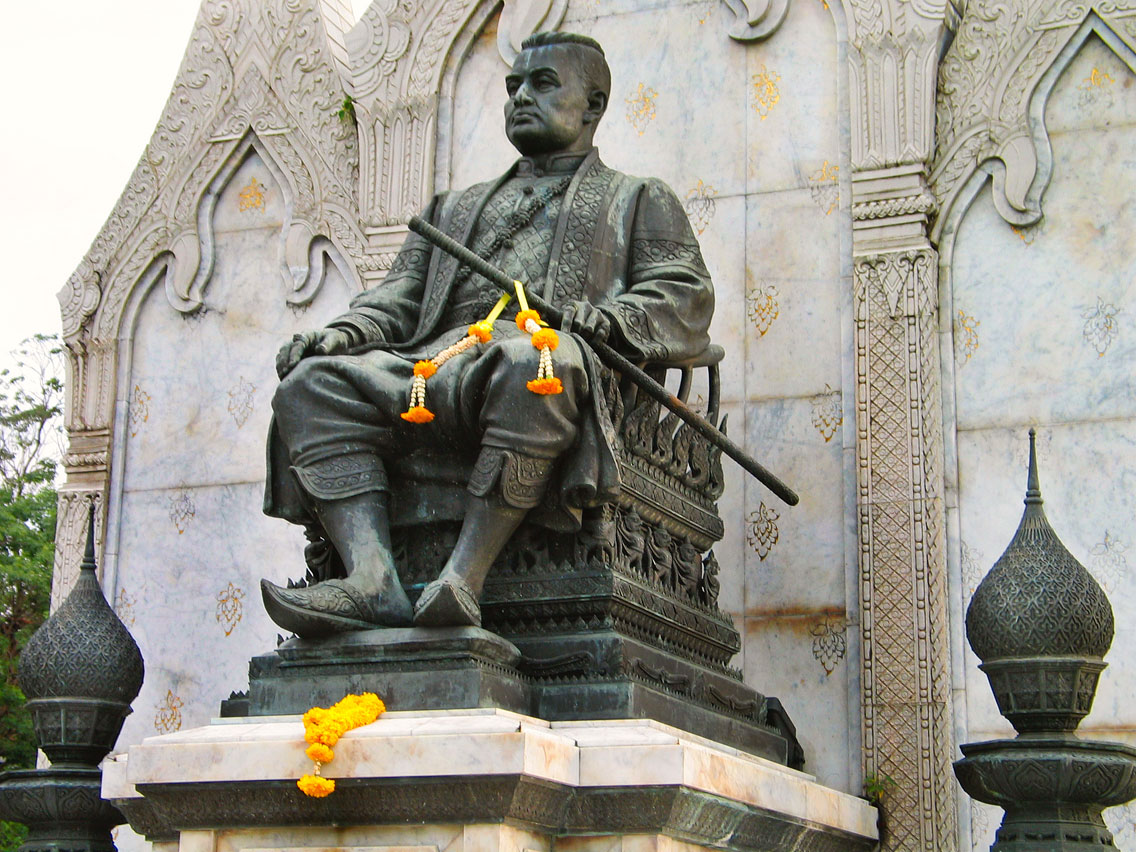
Rama III, roi de Siam 1824 - 1851